# Плискові
Пли́скові — родина невеликих за розмірами, тендітних птахів з ряду горобцеподібних. Довжина тіла від 14 до 21 см, маса тіла від 12 до 50 г. Характеризуються відносно довгим хвостом та довгими ногами і крилами.
Птахи комахоїдні, живляться на землі. Розповсюдження всесвітнє, проте переважна більшість видів населяє Європу, Азію та Африку. Зустрічаються у відкритих місцевостях, в найрізноманітніших біотопах, таких як тундра, савана, дюни, прибережні зони водойм, сільськогосподарські поля, а також в урбанізованих ландшафтах. Під час перелетів можуть підніматися до висоти 6000 м (в Гімалаях). Гніздяться на землі, відкладають до шести крапчастих яєць.
В родині нараховують 5 родів та 65 видів, хоча систематика ускладнюється великою кількістю підвидів, форм та рас. Тому в роботах різних дослідників можливі розбіжності.

## Плискові України
У фауні України 2 роди (плиска та щеврик) та 9 або 10 видів:
- Плиска жовта (Motacilla flava Linnaeus, 1758)
- Плиска жовтоголова (Motacilla citreola Pallas, 1776)
- Плиска гірська (Motacilla cinerea Tunstall, 1771)
- Плиска біла (Motacilla alba Linnaeus, 1758)
- Щеврик польовий (Anthus campestris (Linnaeus, 1758))
- Щеврик лісовий (Anthus trivialis (Linnaeus, 1758))
- Щеврик лучний (Anthus pratensis (Linnaeus, 1758))
- Щеврик червоногрудий (Anthus cervinus (Pallas, 1811))
- Щеврик гірський (Anthus spinoletta (Linnaeus, 1758))

Деякими вченими в окремий вид виділяється плиска чорноголова Motacilla feldegg Michachelles, 1830, проте більшість вчених включають її в ранзі підвиду у вид плиска жовта.

## Роди
- Щеврик (Anthus)
- Деревна плиска (Dendronanthus)
- Пікулик (Macronyx)
- Плиска (Motacilla)
- Золотистий щеврик (Tmetothylacus)